# Dipolydora caulleryi
Dipolydora caulleryi är en ringmaskart som först beskrevs av Mesnil 1897.  Dipolydora caulleryi ingår i släktet Dipolydora och familjen Spionidae. Inga underarter finns listade i Catalogue of Life.